# Clube Atlético Catanduvense
O Clube Atlético Catanduvense foi um clube brasileiro de futebol da cidade de Catanduva, interior do estado de São Paulo. Foi fundado em 8 de março de 1999.

## História
Em 1953 foi fundado o Catanduva Esporte Clube, que fechou as portas em 1968. Dois anos depois, foi fundado o Grêmio Esportivo Catanduvense, que chegou de fato à elite paulista no entanto, rebaixamento e dívidas causaram a extinção do time em 1993. No mesmo ano, surgiu o Catanduva Esporte e Clube, que encerrou as atividades em 1996.
Em 8 de março de 1999, foi fundado o Clube Atlético Catanduvense (CAC), tendo como presidente João Eurides Rodrigues, e mais uma vez foram mudadas as cores do uniforme. O vermelho e branco estava novamente nas camisas, nos calções, nas meias e nas bandeiras do clube. Por ter se ausentado muito tempo de uma competição oficial e por ser também uma equipe recém formada, o CAC voltou na Quinta Divisão ou Série B-2 do Campeonato Paulista,(hoje já extinta) mas após uma péssima campanha no Campeonato Paulista de Futebol - Série B2 de 2000 acabou sendo rebaixado para a última divisão estadual, o Campeonato Paulista de Futebol - Série B3 na qual jogou somente em 2001. Assim três anos se passaram e o clube, apenas com o rebaixamento e sem ter nenhuma conquista, além de estar com problemas financeiros, e por isso a diretoria pediu mais um afastamento das competições. Em 2001, a equipe acabou abandonando o Campeonato e todas as suas partidas programadas foram canceladas. Para não ficar inativo e não correr o risco de ser desfiliado, ao vereador Marcos Antônio Ferreira, assume o clube no dia 20 de abril.
Por ter se ausentado por muito tempo de uma competição oficial, o Clube Atlético Catanduvense passou a disputar a Série B2 do Campeonato Paulista. Mais três anos se passaram sem que o clube tivesse uma conquista. Assim, em 2001, a equipe acabou abandonando o campeonato, tendo suas partidas canceladas.
Mesmo afastado do profissionalismo, o Clube Atlético Catanduvense só cedeu seu lugar na competição em 2004, quando o novo Grêmio Catanduvense de Futebol passou a representar a cidade.

## Estatísticas
| Competição | Competição | Temporadas | Melhor campanha     | Anos      | A | R |
| São Paulo  | Série B2   | 2          | 13º colocado (1999) | 1999-2000 | – | 1 |
| São Paulo  | Série B3   | 1          | 13º colocado (2001) | 2001      | – | – |